# Elevi Interdimensionali Zero
Elevi Interdimensionali Zero (engleză Exchange Student Zero) este un film de animație australian de televiziune, ce a avut premiera pe 16 decembrie 2012 pe Cartoon Network. Este creat de Bruce Kane și Maurice Argiro și produs de Bogan Entertainment în asociație cu Cartoon Network Asia Pacific, și este prima producție animată locală comisionată de versiunea australiană a lui Cartoon Network. Rove McManus joacă vocile celor cinci personaje principale din film.
Un serial de televiziune bazat pe acest film a fost creat, fiind primul serial Cartoon Network produs în Australia, unde celor doi creatori originali li se alătură Patrick Crawley. A avut premiera pe 26 septembrie 2015, iar acțiunea acum a fost mutată din Perth, Australia într-un oraș din S.U.A. numit Southport.
În România, filmul a avut premiera la 1 august 2016 pe Cartoon Network, iar serialul a început în ziua următoare, pe 2 august 2016.

## Premisă
Povestea este despre John Stitt și Max Cameron, doi băieți fanatici pentru jocul de cărți "Battle Day Zero", bazat pe o altă lume de anime. Într-o zi combinația unei furtuni sălbatice și pachet misterios cu rapel dintr-o dată înseamnă că îl pot aduce pe Hiro, unul din personajele din joc, în lumea lor reală. Entuziasmați dar și îngrijorați că secretul lor va fi dezvăluit, cei doi băieți decid să îl aducă pe Hiro la școală unde este confundat cu un elev de schimb din Japonia. În ciuda acestei soluții temporare, portalul rămas deschis înseamnă că mai mulți oameni și monștrii din lumea lui Hiro pot ajunge în realitate, cauzând haos în oraș. Băieții decid atunci să îl țină pe Hiro la ei în lume, și să îl învețe să se acomodeze cu viața reală.

## Personaje
- Hiro - Hiro a fugit dintr-o lumea animată, după ce părinții săi l-au trimis să caute o casă mai liniștită.
- Max - Max ocupă o poziție chiar mai mică decât John în ierarhia școlară, dar, spre deosebire de acesta, când vine vorba de Max, nu ai niciodată sentimentul că urmează să facă ceva bine.
- John - Un copil extrem de timid și de nedreptățit, John se află în partea de jos a ierarhiei de la școală. Cu toate acestea, John face tot posibilul pentru a primi ce-i mai bun alături de cei din preajma lui.
- Charity - Charity este sora mai mare a lui John, iar personalitatea ei nu se potrivește sub nicio formă cu numele ei. Ea se află în partea de sus a arborelui social atât la școală, cât și în comunitatea adolescenților.
- Amonsun - Este exagerat de drăguț atunci când doarme, dar, de fapt,  Amonsun este o adevărată mașină de luptă care are capacitatea de a se transforma într-o mulțime de forme.

## Episoade
| Premiera originală | Premiera în România | N/o | Titlu român                         | Titlu englez            |
| ------------------ | ------------------- | --- | ----------------------------------- | ----------------------- |
|                    |                     |     |                                     |                         |
| FILM               |                     |     |                                     |                         |
|                    |                     |     |                                     |                         |
| 16.12.2012         | 01.08.2016          | F1  | Elevi Interdimensionali Zero        | Exchange Student Zero   |
|                    |                     |     |                                     |                         |
| SEZONUL 1          |                     |     |                                     |                         |
|                    |                     |     |                                     |                         |
| 26.09.2015         | 02.08.2016          | 01  | Vremurile bune și rele de odinioară | Good Old Bad Old Days   |
|                    |                     |     |                                     |                         |
| 03.10.2015         | 03.08.2016          | 02  | Denmead contra Denmead              | Denmead for Denmead     |
|                    |                     |     |                                     |                         |
| 10.10.2015         | 04.08.2016          | 03  | Poza de școală                      | School Photo            |
|                    |                     |     |                                     |                         |
| 17.10.2015         | 05.08.2016          | 04  | Regatul eroarei                     | Reign of Error          |
|                    |                     |     |                                     |                         |
| 24.10.2015         | 12.08.2016          | 05  | Viață de câine                      | His Life as a Dog       |
|                    |                     |     |                                     |                         |
| 31.10.2015         | 17.08.2016          | 06  | Făt Frumos cel rău                  | Prince Harming          |
|                    |                     |     |                                     |                         |
| 07.11.2015         | 15.08.2016          | 07  | Pe curând, gladiatorule             | See Ya Later, Gladiator |
|                    |                     |     |                                     |                         |
| 14.11.2015         | 08.08.2016          | 08  | Amonsun în flăcări                  | Amonsun Under Fire      |
|                    |                     |     |                                     |                         |
| 21.11.2015         | 09.08.2016          | 09  | Cartof dulce                        | Sweet Potato            |
|                    |                     |     |                                     |                         |
| 28.11.2015         | 10.08.2016          | 10  | fără titlu tradus în română         | I'll Take the Couch     |
|                    |                     |     |                                     |                         |
| 05.12.2015         | 19.08.2016          | 11  | Un skater misterios                 | Mystic Skater           |
|                    |                     |     |                                     |                         |
| 12.12.2015         | 11.08.2016          | 12  | Tată până-n măduva oaselor          | Dad to the Bone         |
|                    |                     |     |                                     |                         |
| 19.12.2015         | 18.08.2016          | 13  | Drăguță până la moarte              | Dead Cute               |
|                    |                     |     |                                     |                         |

## Legăturiexterne
- Elevi Interdimensionali Zero la Internet Movie Database